# William O. Cowger
William Owen Cowger, född 1 januari 1922 i Hastings, Nebraska, död 2 oktober 1971 i Louisville, Kentucky, var en amerikansk republikansk politiker. Han var Louisvilles borgmästare 1961–1965 och ledamot av USA:s representanthus 1967–1971.
Cowger studerade vid Texas A&M, Carleton College, University of Louisville, American University och Columbia University. Efter krigstjänst i andra världskriget och mångsidiga studier gick han i näringslivets tjänst. Han var verkställande direktör för Thompson & Cowger Co. År 1961 efterträdde han Bruce Hoblitzell som Louisvilles borgmästare och efterträddes 1965 av Kenneth A. Schmied.
Cowger efterträdde 1967 Charles Farnsley som kongressledamot och efterträddes 1971 av Romano Mazzoli. Cowger kandiderade utan framgång i kongressvalet 1970 och avled följande år en kort tid efter att ha lämnat representanthuset.